# Ídolo de Mikeldi
El ídolo de Mikeldi es una escultura zoomorfa de piedra arenisca hallada en  Durango en el País Vasco en España, junto a un vado del río Ibaizabal. Representa a un jabalí, e incorpora entre su patas un disco. Su datación es la Segunda Edad del Hierro entre los siglos IV y II a. C.). Toma el nombre de la ermita junto a la cual fue hallado, San Vicente de Miqueldi.
Pesa 1625 kg y tiene un volumen de 0,65 m³, realizada en piedra arenisca posiblemente de la cantera de Gallanda, cercana a su ubicación. El disco entre las patas de la escultura tuvo caracteres grabados. Aparentemente no queda rastro de ellos, aunque hay testimonios de que los tuvo (Otálora en 1634, Bernaola a finales del siglo XIX),  ratificados por un estudio un estudio tridimensional, mediante láser y escaneo realizado en mayo de 2013.
Se cree que tuvo una finalidad compleja en la sociedad de la Edad del Hierro que lo creó, de cultura indoeuropea. como verraco, es una pieza única en el País Vasco, siendo bastante habitual en la meseta castellana y norte de Portugal, aunque los verracos conocidos en el resto de la península no tienen un disco entre sus patas.
El animal es similar a los verracos de piedra de los vetones; la principal diferencia con estas esculturas es, como hemos dicho, el disco solar o lunar que sostiene bajo su cuerpo. Se exhibe en el Museo Vasco en Bilbao.

## Historia
En 1634 Gonzalo de Otalora y Guissasa  en su libro Micrología de la Merindad de Durango habla ya de la existencia de este ídolo, lo describe  e indica la existencia de caracteres "notables y no entendidos", así como su antigüedad. 
En 1864 Juan Ernesto Delmas y Antonio de Trueba redescubren el ídolo, que estaba derribado y semienterrado junto a un camino, y lo quieren reubicar de una forma digna, pero la propietaria de los terrenos, Saturnia de Isusi, considerando que la existencia de esta figura pagana era un baldón para Durango, obliga a que vuelva a ser enterrado. En 1896 se desentierra definitivamente y se coloca junto a la casa que hay al lado de la ermita de San Vicente.
En 1919 la Diputación Provincial obtiene el permiso de los propietarios de los terrenos, José Patricio Ortueta Sagastagoya y Justo Larrañaga Aguirre para trasladar el ídolo al futuro museo arqueológico privincial. La pieza va en calidad de depósito. Realizó las gestiones con ellos del escritor Federico Belausteguigoitia Landaluce, cuñado de Ortueta pues estaba casado con su hermana María. Desde 1921 la escultura quedó expuesta al público en el claustro del Museo.
El 23 de septiembre de 1969 Mikeldi S.A. (nombre comercial posterior de Larrañaga, Ortueta y Cía. S.A. empresa dedicada a la fabricación de remaches, tornillos y tuercas, actualmente desaparecida), sin conocer la documentación del depósito de la escultura y pensando que era propietaria del ídolo, manifestó a la Diputación que verían con agrado que la pieza fuera transferida a Durango. Sin embargo legalmente la propiedad de la escultura, en depósito en el Museo, corresponde a los herederos de José Patricio Ortueta Sagastagoya y Justo Larrañaga Aguirre.
El 19 de abril de 2016 el ayuntamiento de Durango acordó iniciar conversaciones con el museo arqueológico de Bilbao para su traslado a la localidad, sin que nada se haya avanzado al respecto, pues la escultura no es propiedad del museo. Existe en Durango una reproducción en piedra de la escultura realizada hacia el año 1970.